# Ptilinop de les Cook
El ptilinop de les Cook (Ptilinopus rarotongensis) és una espècie d'ocell de la família dels colúmbids (Columbidae) que habita als boscos de Rarotonga i Atiu, a les illes Cook.